# Delphinium inopinum
Delphinium inopinum és una espècie del gènere Delphinium de la família de les ranunculàcies (Ranunculaceae). És endèmic de Sierra Nevada a Califòrnia, on es coneix principalment a les zones rocoses de l'hàbitat obert del bosc temperat de coníferes. D. inopinum és una herba perenne amb una o més tiges erectes i ceroses que normalment superen el metre d'alçada. Les fulles es localitzen principalment cap a la base de la tija, amb la part superior ocupada per un raïm d'almenys 25 flors. Cada flor es manté sobre un pedicel de fins a 2,5 cm de llarg. La flor té sèpals de color blanc a blau clar cadascun d'un centímetre de llargada aproximadament, que generalment s'enrotlla i s'estén cap endavant, amb un esperó d'un centímetres de llarg aproximadament que s'estén cap enrere. El fruit fa fins a 2 centímetres de llarg.
Delphinium inopinum va ser descrita per Frank Harlan Lewis i Carl Clawson Epling i publicat a Brittonia 8(1): 11, a l'any 1954. L'epítet llatí “inopinum” significa "inesperat".